# Felix Jaehn
Felix Jaehn, né le 28 août 1994 à Hambourg comme Felix Jähn, est un disc jockey et producteur allemand.

## Biographie
Passionné de musique, c'est à l'âge de cinq ans, qu'il prend des leçons de violon.
Dès l'âge de seize ans, Felix débute comme DJ dans un club, puis à dix-sept ans, il étudie dans une école de musique à Londres durant un an.
Felix Jaehn est également producteur dans l'industrie musicale[réf. souhaitée].
En 2014, il remixe le titre Cheerleader qui est interprété par le chanteur jamaïcain OMI, sorti fin 2012.
Le deuxième single, Ain't Nobody avec la chanteuse Jasmine Thompson, une reprise, sort en avril 2015.
En février 2018, Jaehn a révélé sa bisexualité lors d'une interview dans le magazine allemand Die Zeit. Il dit dans l'interview : « Parfois je préférais les meufs, et parfois les mecs »,.

## Tropical House
Felix De Laet (Lost Frequencies) et Felix Jaehn, qui ont le même prénom et le même âge, collaborent en 2014 sur le titre Eagle Eyes, attribué à Felix Jaehn. En 2015, à la suite du succès planétaire de son confrère, Felix Jaehn publie seul une variation sur les thèmes de Lost Frequencies, avec le titre Book of Love.
Le courant de deep house qu'ils forment tous deux avec Kygo, Thomas Jack et Matoma est parfois appelé « Tropical House ».

## Discographie

### Albums

#### Albums studio
| Titre   | Détails                                                                     | Positions | Positions | Positions | Positions | Positions |
| Titre   | Détails                                                                     | ALL       | AUT       | IRE       | P-B       | SUI       |
| ------- | --------------------------------------------------------------------------- | --------- | --------- | --------- | --------- | --------- |
| I       | - Sortie : 16 février 2018 - Label: L'Agentur - Formats: CD, Téléchargement | 5         | 26        | 88        | 79        | 26        |
| Breathe | - Sortie : 1er octobre 2018 - Label : Virgin - Formats : Téléchargement     | 23        | —         | —         | —         | —         |

### Singles

#### Singles principaux
| Titre                                                                          | Année | Positions | Positions | Positions | Positions | Positions | Positions | Positions | Positions | Positions | Positions | Certifications | Album          |
| Titre                                                                          | Année | ALL       | AUS       | AUT       | BEL (FL)  | BEL (WAL) | FIN       | FRA       | P-B       | SUE       | SUI       | Certifications | Album          |
| ------------------------------------------------------------------------------ | ----- | --------- | --------- | --------- | --------- | --------- | --------- | --------- | --------- | --------- | --------- | --- | -------------- |
| Somme am Meer                                                                  | 2013  | —         | —         | —         | —         | —         | —         | —         | —         | —         | —         | |                |
| Eagle Eyes (featuring Lost Frequencies & Linying)                              | 2014  | —         | —         | —         | —         | —         | —         | —         | —         | —         | —         | | I              |
| Shine (featuring Freddy Verano & Linying)                                      | 2014  | —         | —         | —         | —         | —         | —         | —         | —         | —         | —         | |                |
| Dance With Me (featuring Thallie Ann Seenyan)                                  | 2014  | —         | —         | —         | —         | —         | —         | —         | —         | —         | —         | |                |
| Cheerleader (Felix Jaehn remix) (de OMI)                                       | 2015  | 1         | 1         | 1         | 1         | 1         | 13        | 1         | 1         | 1         | 1         | - ARIA : 4× Platine - BPI : 2× Platine - BVMI : Diamant - BEA : Platine - SNEP : Diamant - GLF : 7× Platine - IFPI DEN : 2× Platine - RIAA : 3× Platine                                  | Me 4 U / I     |
| Ain't Nobody (Loves Me Better) (featuring Jasmine Thompson)                    | 2015  | 1         | 6         | 1         | 6         | 7         | 10        | 2         | 2         | 7         | 5         | - BVMI : 2× Platine - ARIA : Platine - IFPI AUT: Platine - BEA: Platine - SNEP: Or - FIMI : Platine - NVPI: 5× Platine - GLF: 4× Platine - IFPI SWI: Platine - BPI : Platine - RIAA : Or | I              |
| Cut the Cord (vs. Hitimpulse)                                                  | 2015  | —         | —         | —         | —         | —         | —         | —         | —         | —         | —         | | I              |
| Book of Love (featuring Polina)                                                | 2015  | 7         | —         | 15        | —         | —         | —         | 100       | 78        | —         | 61        | - BVMI: Or | I              |
| Can't Go Home (avec Steve Aoki featuring Adam Lambert)                         | 2016  | —         | —         | —         | —         | —         | —         | —         | —         | —         | —         | |                |
| Jeder für jeden (avec Herbert Grönemeyer)                                      | 2016  | 27        | —         | —         | —         | —         | —         | —         | —         | —         | —         | | I              |
| Bonfire (featuring Alma)                                                       | 2016  | 3         | —         | 9         | —         | —         | 14        | 120       | 100       | 62        | 39        | - BVMI: Platine - IFPI AUT: Or | I              |
| Your Soul (Holding On) (vs. Rhodes)                                            | 2016  | 96        | —         | 70        | —         | —         | —         | —         | —         | —         | 93        | |                |
| Hot2Touch (avec Hight & Alex Aiono)                                            | 2017  | 12        | —         | 14        | —         | —         | —         | 178       | —         | —         | 49        | - BVMI: Platine - IFPI AUT: Or | I              |
| Feel Good (avec Mike Williams)                                                 | 2017  | 72        | —         | 66        | —         | —         | —         | —         | —         | —         | —         | - BVMI: Or | I              |
| Like a Riddle (featuring Hearts & Colors & Adam Trigger)                       | 2017  | 85        | —         | 68        | —         | —         | —         | —         | —         | —         | 89        | | I              |
| Cool (featuring Marc E. Bassy & Gucci Mane)                                    | 2018  | 39        | —         | 27        | —         | —         | —         | —         | —         | —         | —         | | I              |
| Keep Your Head Up (avec Damien N-Drix)                                         | 2018  | —         | —         | —         | —         | —         | —         | —         | —         | —         | —         | | I Remixed      |
| Jennie (featuring R. City & Bori)                                              | 2018  | 40        | —         | 35        | —         | —         | —         | —         | —         | —         | 86        | - BVMI: Or - IFPI AUT: Or | I              |
| Masterpiece (avec OMI)                                                         | 2018  | —         | —         | —         | —         | —         | —         | —         | —         | —         | —         | |                |
| So Close (avec NOTD & Captain Cuts featuring Georgia Ku)                       | 2018  | 45        | 45        | 43        | —         | —         | —         | —         | 97        | 77        | —         | - RIAA : Platine | Breathe        |
| All the Lies (avec Alok & The Vamps)                                           | 2019  | —         | —         | —         | —         | —         | —         | —         | —         | —         | —         | | Breathe        |
| Liita (avec Breaking Beattz)                                                   | 2019  | —         | —         | —         | —         | —         | —         | —         | —         | —         | —         | |                |
| Love on Myself (featuring Calum Scott)                                         | 2019  | 58        | —         | —         | —         | —         | —         | —         | —         | —         | —         | |                |
| Never Alone (avec Mesto featuring Vcation)                                     | 2019  | —         | —         | —         | —         | —         | —         | —         | —         | —         | —         | |                |
| Close Your Eyes (avec Vize featuring Miss Li)                                  | 2019  | 22        | —         | 36        | —         | —         | —         | 184       | —         | 63        | —         | - BVMI: Platine - IFPI AUT: Or | Breathe        |
| Thank You (Not So Bad) (avec Vize)                                             | 2020  | 71        | —         | 62        | —         | —         | 19        | —         | —         | 61        | —         | - BVMI: Or | Breathe        |
| Sicko (featuring Gashi & Faangs)                                               | 2020  | 42        | —         | —         | —         | —         | —         | —         | —         | —         | —         | - BVMI: Or |                |
| No Therapy (featuring Nea & Bryn Christopher)                                  | 2020  | 31        | —         | 64        | —         | —         | —         | —         | —         | —         | —         | - BVMI: Or | Breathe        |
| I Just Wanna (avec Cheat Codes featuring Bow Anderson)                         | 2020  | —         | —         | —         | —         | —         | —         | —         | —         | —         | —         | |                |
| Where the Lights Are Low (avec Toby Romeo & Faulhaber)                         | 2021  | 33        | —         | 40        | —         | —         | —         | —         | —         | —         | —         | - BVMI: Or |                |
| One More Time (avec Robin Schulz featuring Alida)                              | 2021  | 37        | —         | 49        | —         | —         | —         | —         | —         | —         | 68        | | Breathe / IIII |
| Without You (avec Mike Williams featuring Jordan Shaw)                         | 2021  | —         | —         | —         | —         | —         | —         | —         | —         | —         | —         | | Breathe        |
| Heard About Me (avec Dimitri Vegas & Like Mike & Nea)                          | 2021  | —         | —         | —         | —         | —         | —         | —         | —         | —         | —         | | Breathe        |
| I Got a Feeling (avec Robin Schulz featuring Georgia Ku)                       | 2021  | —         | —         | —         | —         | —         | —         | —         | —         | —         | —         | | Breathe        |
| Happy (avec Miksu & Macloud featuring Fourty & Leland)                         | 2021  | —         | —         | —         | —         | —         | —         | —         | —         | —         | —         | | Breathe        |
| Rain in Ibiza (avec The Stickmen Project featuring Calum Scott)                | 2022  | 28        | —         | —         | —         | —         | —         | —         | —         | —         | —         | |                |
| Nuit Blanche (avec Club Soda)                                                  | 2022  | —         | —         | —         | —         | —         | —         | —         | —         | —         | —         | |                |
| Do It Better (featuring Zoe Wees)                                              | 2022  | 69        | —         | —         | —         | —         | —         | —         | —         | —         | —         | |                |
| Winds May Change                                                               | 2022  | —         | —         | —         | —         | —         | —         | —         | —         | —         | —         | |                |
| Call It Love (avec Ray Dalton)                                                 | 2022  | 18        | —         | 19        | 22        | —         | —         | —         | 20        | 36        | 17        | | Happy Rave EP  |
| Wishlist                                                                       | 2022  | —         | —         | —         | —         | —         | —         | —         | —         | —         | —         | | Happy Rave EP  |
| Weekends (avec Jonas Blue)                                                     | 2023  | 51        | —         | —         | —         | —         | —         | —         | —         | —         | —         | | Happy Rave EP  |
| Atme Ein (Atme Rauch Aus) (avec Butschi & Fairy Mary)                          | 2023  | —         | —         | —         | —         | —         | —         | —         | —         | —         | —         | | Happy Rave EP  |
| All for Love (featuring Sandro Cavazza)                                        | 2023  | —         | —         | —         | 33        | —         | —         | —         | —         | —         | —         | |                |
| Ich hab den schönsten Arsch der Welt (avec Katja Krasavice)                    | 2023  | 7         | —         | —         | —         | —         | —         | —         | —         | —         | —         | |                |
| Non Stop (featuring Kiddo)                                                     | 2023  | —         | —         | —         | —         | —         | —         | —         | —         | —         | —         | | Happy Rave EP  |
| Past Life (avec Jonas Blue)                                                    | 2023  | —         | —         | —         | —         | —         | —         | —         | —         | —         | —         | |                |
| "—" signifie que le single n'est pas sorti ou ne s'est pas classé dans le pays |       |           |           |           |           |           |           |           |           |           |           | |                |

#### Sous EFF (avec Marc Foster)
| Titre  | Année | Positions | Positions | Positions | Certifications  |
| Titre  | Année | ALL       | AUT       | SUI       | Certifications  |
| ------ | ----- | --------- | --------- | --------- | --------------- |
| Stimme | 2015  | 1         | 10        | 26        | - BVMI: Platine |

### Remixes
- 2013 : Phil Collins - Another Day in Paradise (Felix Jaehn & Alex Schulz Remix)
- 2013 : Bunched - Strings Of Pearls (Felix Jaehn Remix)
- 2013 : RY X - Berlin (LCAW & Felix Jaehn Remix)
- 2014 : Gunes Ergun - VIP (Felix Jaehn Remix)
- 2014 : OMI - Cheerleader (Felix Jaehn Remix)
- 2014 : Niklas Thal - Herbstnebel (Felix Jaehn Remix)
- 2014 : Jaymes Young - One Last Time (Felix Jaehn feat. Chris Meid Remix)
- 2014 : Artenvielfalt & Wolfgang Lohr - Northwind (Felix Jaehn Remix)
- 2014 : Avicii - The Nights (Felix Jaehn Remix)
- 2015 : Alina Baraz & Galimatias - Fantasy (Felix Jaehn Remix)
- 2015 : Ed Sheeran - Photograph (Felix Jaehn Remix)
- 2015 : OMI - Cheerleader (Felix Jaehn vs. Salaam Sami Remix)
- 2015 : Giorgio Moroder featuring Sia - Déjà vu (Felix Jaehn Club Remix)
- 2017 : Aden & Olson - Cloud 9 (Felix Jaehn Remix)
- 2018 : Herbert Grönemeyer - Lebe mit mir los (Felix Jaehn Remix)
- 2019 : Rammstein - Ausländer (Felix Jaehn Remix)
- 2020 : Nea - Some Say (Felix Jaehn Remix)
- 2020 : Felix Jaehn featuring Gashi & Faangs - Sicko (Felix Jaehn Remix)
- 2021 : Dennis Lloyd - Anxious (Felix Jaehn Remix)
- 2021 : Zoe Wees - Girl Like Us (Felix Jaehn Remix)
- 2021 : Calvin Harris featuring Tom Grennan - By Your Side (Felix Jaehn Remix)
- 2021 : Cro - Easy (Felix Jaehn Remix)
- 2022 : Joel Corry featuring Mabel - I Wish (Felix Jaehn Remix)
- 2022 : Sofi Tukker - Original Sin (Felix Jaehn Remix)
- 2022 : Shouse - Won't Forget You (Felix Jaehn Remix)
- 2022 : Felix Jaehn featuring Zoe Wees - Do It Better (Felix Jaehn Remix)
- 2022 : Meduza & James Carter featuring Elley Duhé & Fast Boy - Bad Memories (Felix Jaehn Remix)
- 2022 : Clean Bandit featuring Elley Duhé - Don't Leave Me Lonely (Felix Jaehn Happy Rave Remix)
- 2023 : Taylor Swift - Lavender Haze (Felix Jaehn Remix)
- 2023 : Felix Jaehn & Ray Dalton - Call It Love (Felix Jaehn Happy Rave Remix)
- 2023 : Sam Smith - Lose You (Felix Jaehn Remix)
- 2023 : Felix Jaehn featuring Jasmine Thompson - Ain't Nobody (Loves Me Better) (Felix Jaehn Happy Rave Remix)
- 2023 : Zara Larsson & David Guetta - On My Love (Felix Jaehn Remix)